# Аґні

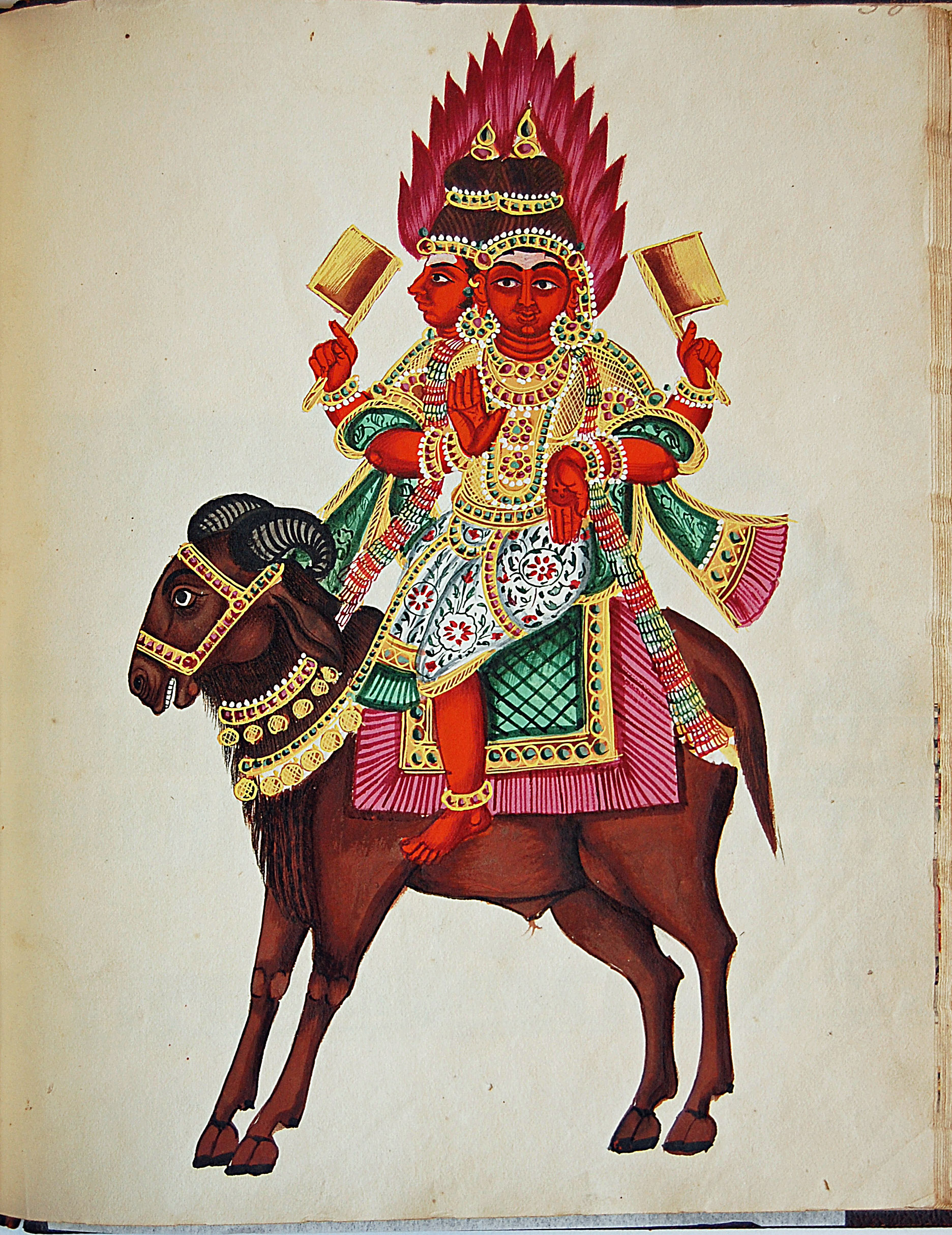
Агні, бог вогню

Аґні або Агні (санскр. अग्नि, «вогонь») — бог вогню в індуїзмі, охоронець південно-східної частини світу.

## Функції
Популярність Аґні у ведичний період підтверджується великою кількістю гімнів, присвячених йому у Ведах. Відкриття вогню докорінно змінило життя людей. Вогонь дозволяє готувати їжу і дає людям тепло і світло. Він вискакує з каменю або з'являється в результаті тертя між двома шматками дерева. Його джерело незбагненне. Ведичні поети ототожнювали Аґні з жаром вогнища або жертовника, з теплом і світлом, і тому зі світанком і Сонцем. Тому бог-вогонь виявляється в декількох аспектах: Сонце в небі, денне світло в повітрі й вогонь на землі.
За межами людської уяви виникає величне божество. Аґні представлявся як безсмертний, який жив поруч зі смертними людьми. Він був сімейним жерцем, що піднімається зі світанком. Він випромінював тепло, загоряючись у домашньому вогнищі. Він був відчутним богом, що жив у будинках людей, свідком їх вчинків, їх «радником» і «провідником». Він був тим, хто запалював жертовний вогонь і переправляв жертви і приношення богам на небо. Тому Аґні став посередником між людиною і богами. Він розсіював морок і жах ночі і допомагав людям мужньо переносити негоди.
Поступово Аґні втратив те значення, що він мав у ведичний період. Епос каже, що він виснажив сам себе, поглинувши занадто велику кількість жертв.
Незважаючи на втрату значимості до Аґні звертаються дотепер при всіх значних подіях. Це божество — одне з небагатьох, що зберегли чільне положення в індуїстському пантеоні з ведичних часів до наших днів. Йому присвячена величезна кількість гімнів, його називають жерцем богів і богом жерців, посередником між богами і людьми. Аґні є присутнім при всіх важливих життєвих подіях людини (у таких випадках завжди відбувається богослужіння з використанням вогню), і наприкінці земного життя людини саме Аґні приймає через полум'я поховального багаття останню жертву покійного — його бездиханне тіло.

## Іконографія
В скульптурних представленнях і розписах Аґні зображується пузатим, зі шкірою червоного кольору, з темно-червоними очима, густим волоссям і бровами, з одним або двома обличчями. Він має три ноги і від двох до семи рук, сидить верхи на барані. У руках він звичайно тримає спис, віяло, жертовні чашу і ложку, а також інші предмети, пов'язані з вогненним ритуалом.
З рота Аґні вириваються язики полум'я, якими він злизує пряжене масло, яку наливають у священний вогонь як жертву. Коли під час ритуалу жрець виливає жертовне масло у вогонь, він прикликає дружину Аґні за іменем Сваха. Два обличчя Аґні символізують два вогні — шлюбний (обрядовий, церемоніальний) і жертовний. Сім його рук можуть символізувати універсальну силу всеохопного полум'я.
Аґні носить на тілі священну брахманську мотузку і квіткову гірлянду, і з усіх боків він оточений сяючим ореолом із семи снопів світла.